# 木村碩志
木村 碩志（きむら ひろし、1929年〈昭和4年〉12月7日 - 2012年〈平成24年〉5月10日）は、日本の企業家、薬学者。アース製薬の元常務取締役で、同社の大ヒット商品「ごきぶりホイホイ」開発の中心人物。同社の前身である株式会社木村製薬所の創業者・木村秀蔵を祖父に持つ。兵庫県赤穂市出身。

## 経歴・人物
1952年立命館大学理工学部化学科卒業。在学中は写真研究会の立ち上げメンバーとなった。京都大学の大学院で薬学博士号を取得後、木村製薬所に入社。開発部長を務めていた1972年（昭和47年）に、上司陣からの指示によりゴキブリ捕獲の新商品研究を開始。
それまでアメリカ軍からの持ち込みで使用されていたDDTやディルドリンなどの殺虫剤が環境汚染問題で使用を禁じられたことで、ゴキブリを生け捕りにする捕獲器を開発すべく、その習性の研究のために工場内で数十万匹ものゴキブリと寝起きを共にして商品開発に取り組んだ。
この研究の甲斐あって大ヒット商品となった「ごきぶりホイホイ」に加え、ほかにも数々のヒット商品を生み出し、アース製薬をトップメーカーに押し上げることに貢献した。
非常に研究熱心な人物であり、職場のみならず自宅でも、夫人の迷惑を顧みずに金魚鉢でゴキブリを飼育していた。2003年（平成15年）にアース製薬を退社した後もゴキブリの研究を続行し、神戸市の研究所でホウ酸団子の効果を検証したり、新種のゴキブリを知った際には知人のアメリカの昆虫学者に連絡して確認していたという。
最晩年は環境問題や健康長寿にも関心を示し、講演活動にも精力的に取り組んだほか、献血の普及活動などにも尽力した。著書に、アメリカの昆虫学博士オースチン・M・フリッシュマンらとの共著書『こうすればゴキブリの退治ができる ゴキブリ駆除マニュアル』(ISBN 978-4-7974-3811-6)がある。
2012年5月10日、前立腺癌のため死去。